# Mathieu Avanzi

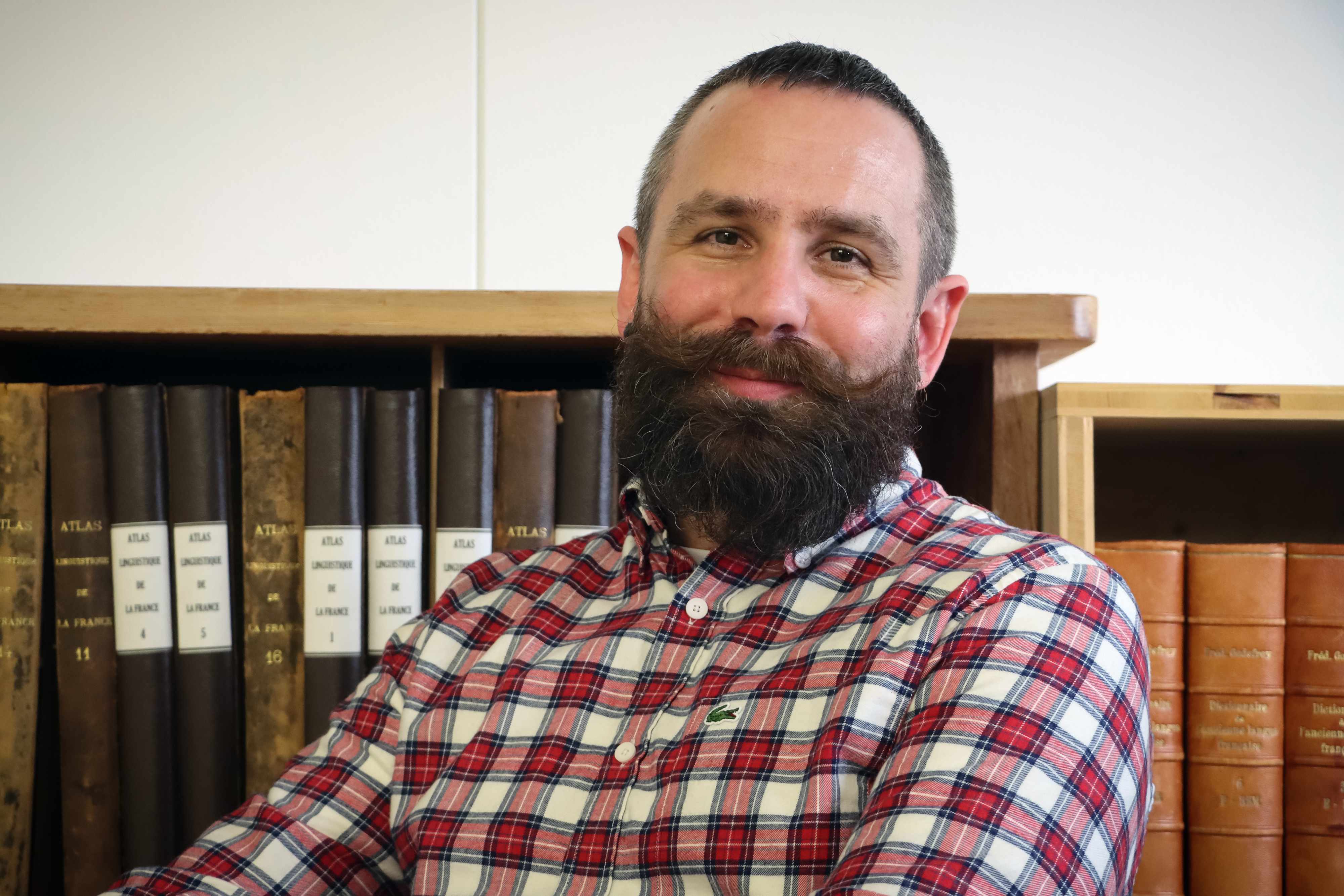
Mathieu Avanzi

Mathieu Avanzi (* 26. Mai 1981 in Chambéry) ist ein französischer romanistischer Sprachwissenschafter, der seit 2022 an der Schweizer Universität Neuenburg lehrt. Sein Forschungsschwerpunkt sind die regionalen Varianten der französischen Sprache.

## Leben und Forschung
Avanzi machte 2004 einen Master in Sprachwissenschaften an der Universität Grenoble und promovierte 2011 an den Universitäten Neuenburg und Paris-Nanterre. Darauf folgten Aufenthalte an den Universitäten Louvain-la-Neuve (Belgien), Cambridge (England), Genf, Zürich und Bern. 2018 wurde er Lehrbeauftragter an der Pariser Sorbonne Université. Seit 2022 wirkt er als ordentlicher Professor an der Universität Neuenburg, wo er das Centre de dialectologie galloromane et d’étude du français régional leitet.
Sein Forschungsschwerpunkt sind die regionalen Varianten der französischen Sprache in Frankreich, der Schweiz (Romandie) und Belgien (Wallonie). Eigentliche Patois gibt es hier kaum noch, aber im Bereich des Wortschatzes und der Aussprache treten dessen ungeachtet zahlreiche regionale Unterschiede auf. Des Weitern lehrt Avanzi französische Sprachgeschichte, galloromanische Dialektologie, Soziolinguistik, Lexikologie, Lexikographie sowie Citizen Science und Visualisierung von Daten.

## Publikationen (Auswahl)
- L’interface prosodie/syntaxe en français. Dislocations, incises et asyndètes (= GRAMM-R. Band 13). Lang, Brüssel 2012.
- Atlas du Français de nos régions. Armand Colin, Malakoff 2017.
- Parlez-vous (les) français ? Atlas des expressions de nos régions. Armand Colin, Malakoff 2019.
- (mit Alain Rey und Aurore Vincenti:) Comme on dit chez nous. Le grand livre du français de nos régions. Le Robert, Paris 2020. – Erweiterte Auflage ebd. 2023.
- (mit Jean Mathat-Christol:) Comme on dine chez nous. Le grand livre des mots et des recettes de nos régions. Le Robert, Paris 2021.

Herausgeberschaft:
- (mit Marie-José Béguelin und Gilles Corminboeuf:) La Parataxe. Band 1: Entre dépendance et intégration (= Sciences pour la communication. Band 91). Lang, Brüssel 2011.
- (mit Frédéric Gachet, Gilles Corminboeuf und Virginie Conti:) Enseignement du français : les apports de la recherche en linguistique. Réflexions en l’honneur de Marie-José Béguelin (= GRAMM-R. Band 21). Lang, Brüssel 2014.
- (mit Stefan Schneider und Julie Glikman:) Parenthetical Verbs (= Linguistische Arbeiten. Band 557). De Gruyter Mouton, Berlin/Boston 2015.
- (mit Élisabeth Delais-Roussarie und Sophie Herment:) Prosody and Language in Contact. L2 Acquisition, Attrition and Languages in Multilingual Situations. Springer, Berlin/Heidelberg 2015.